# Корабельське
Корабе́льське — село в Україні, у Чернеччинській сільській громаді Охтирського району Сумської області. Населення становить 240 осіб. Колишній орган місцевого самоврядування — Пологівська сільська рада.

## Географія
Село Корабельське знаходиться на березі річки Гусинка, вище і нижче за течією примикає село Пологи. На відстані 1 км розташоване село Манчичі, за 2 км — місто Охтирка. Місцевість прорізана великою кількістю меліораційних каналів. Поруч проходять автомобільні дороги Р17 і Т 1705.

## Історія
12 червня 2020 року, відповідно до розпорядження Кабінету Міністрів України № 723-р «Про визначення адміністративних центрів та затвердження територій територіальних громад Сумської області», село увійшло до складу Черниччинської сільської громади.
19 липня 2020 року, в результаті адміністративно-територіальної реформи та ліквідації Охтирського району(1923-2020), село увійшло до складу новоутвореного Охтирського району.

## Населення

### Мова
Розподіл населення за рідною мовою за даними перепису 2001 року:
| Мова       | Відсоток |
| ---------- | -------- |
| українська | 95,83%   |
| російська  | 3,33%    |
| білоруська | 0,84%    |

## Персоналії
Гнітій Євген Олександрович — український військовик, учасник російсько-української війни.